# August Gailit
August Gailit (n. 9 ianuarie 1891, Sangaste Rural Municipality⁠(d), Estonia – d. 5 noiembrie 1960, Örebro, Suedia) a fost un scriitor eston.

## Biografie
August Gailit s-a născut la 9 ianuarie 1891 la Kuiksilla (lângă castelul Sangaste), Sangaste Parish, Comitatul Valga, Gubernia Livoniei, Imperiul Rus. A fost fiul unui tâmplar și a crescut la o fermă din Laatre. În 1899 a absolvit școala din comuna Sangaste și din orașul Valga în 1905, apoi din 1907 a urmat cursurile școlii municipale din Tartu. Din 1911 până în 1914 a lucrat ca jurnalist în Letonia și din 1916 până în 1918 în Estonia. În timpul Războiului de Independență al Estoniei a participat pe post de corespondent de război. Din 1922 până în 1924, Gailit a locuit în Germania, Franța și Italia. Apoi a lucrat ca scriitor independent în Tartu și din 1934 în Tallinn. Din 1932 până în 1934 a fost directorul Teatrului Vanemuine din Tartu. În 1932, Gailit s-a căsătorit cu actrița Elvi Vaher-Nander (1898-1981), iar fiica sa Aili-Viktooria s-a născut în 1933. Din cauza ocupației sovietice a statelor baltice, Gailit a fugit cu familia sa în septembrie 1944 în Suedia, unde a lucrat ca scriitor. Familia Gailit s-a stabilit în conacul Ormesta lângă Örebro. August Gailit a murit acolo la 5 noiembrie 1960 și a fost îngropat în cimitirul din nordul orașului Örebro.

## Carieră literară

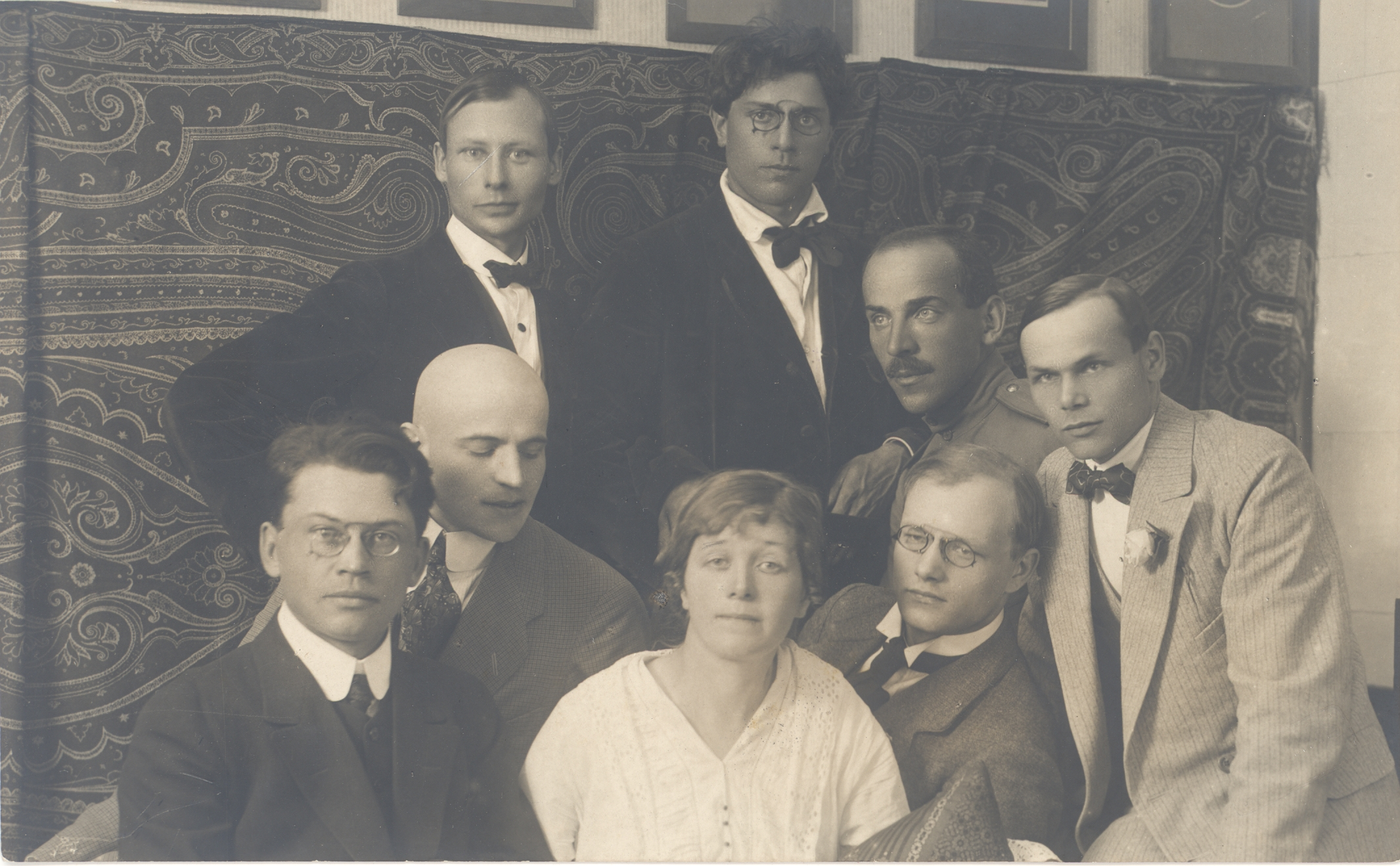
Membrii grupului Siuru, în spate: Peet Aren, Otto Krusten, primul rând: Friedebert Tuglas, Arthur Adson, Marie Under, August Gailit, Johannes Semper și Henrik Visnapuu.

În 1917, August Gailit, alături de alți scriitori și poeți, a fondat un grup literar denumit Siuru. Datorită poeziilor lor erotice, au provocat un scandal. Printre membrii grupului s-au numărat Marie Under, Henrik Visnapuu, Johannes Semper, Friedebert Tuglas și Artur Adson. Proza timpurie a lui Gailit conținea, de asemenea, teme erotice și satirice. Până la mijlocul anilor 1920 Gailit a fost puternic influențat de neoromantism. Oswald Spengler și Knut Hamsun au exercitat, de asemenea, o mare influență asupra lucrărilor lui August Gailit. Celebrul său roman Toomas Nipernaadi (după care a fost făcut un film în 1983, Nipernaadi) descrie viața romantică și aventuroasă a unui vagabond. 
Unele dintre romanele sale au acoperit chestiuni politice precum romanul Isade maa din 1935, care se referea la Războiul de Independență al Estoniei din 1918-1920. Noul roman al lui Gailit Üle rahutu vee (publicat în 1951 în Göteborg, Suedia) se referea la evenimentele tragice care apar atunci când o persoană trebuie să plece dintr-o țară în alta.

## Lucrări scrise
- Kui päike läheb looja (poveste, 1910)
- Saatana karussell (colecție de romane, 1917)
- Muinasmaa (roman, 1918)
- Klounid ja faunid (Serial, 1919)
- Rändavad rüütlid (colecție de romane, 1919)
- August Gailiti surm (colecție de romane, 1919)
- Purpurne surm (roman, 1924)
- Idioot (colecție de romane, 1924)
- Vastu hommikut (colecție de romane, 1926)
- Aja grimassid (Serial, 1926)
- Ristisõitjad (colecție de romane, 1927)
- Toomas Nipernaadi (roman, 1928)
- Isade maa (roman, 1935)
- Karge meri (roman, 1938)
- Ekke Moor (roman, 1941)
- Leegitsev Süda (roman, 1945)
- Üle rahutu vee (roman, 1951)
- Kas mäletad, mu arm? (proză, 3 volume, 1951-1959)

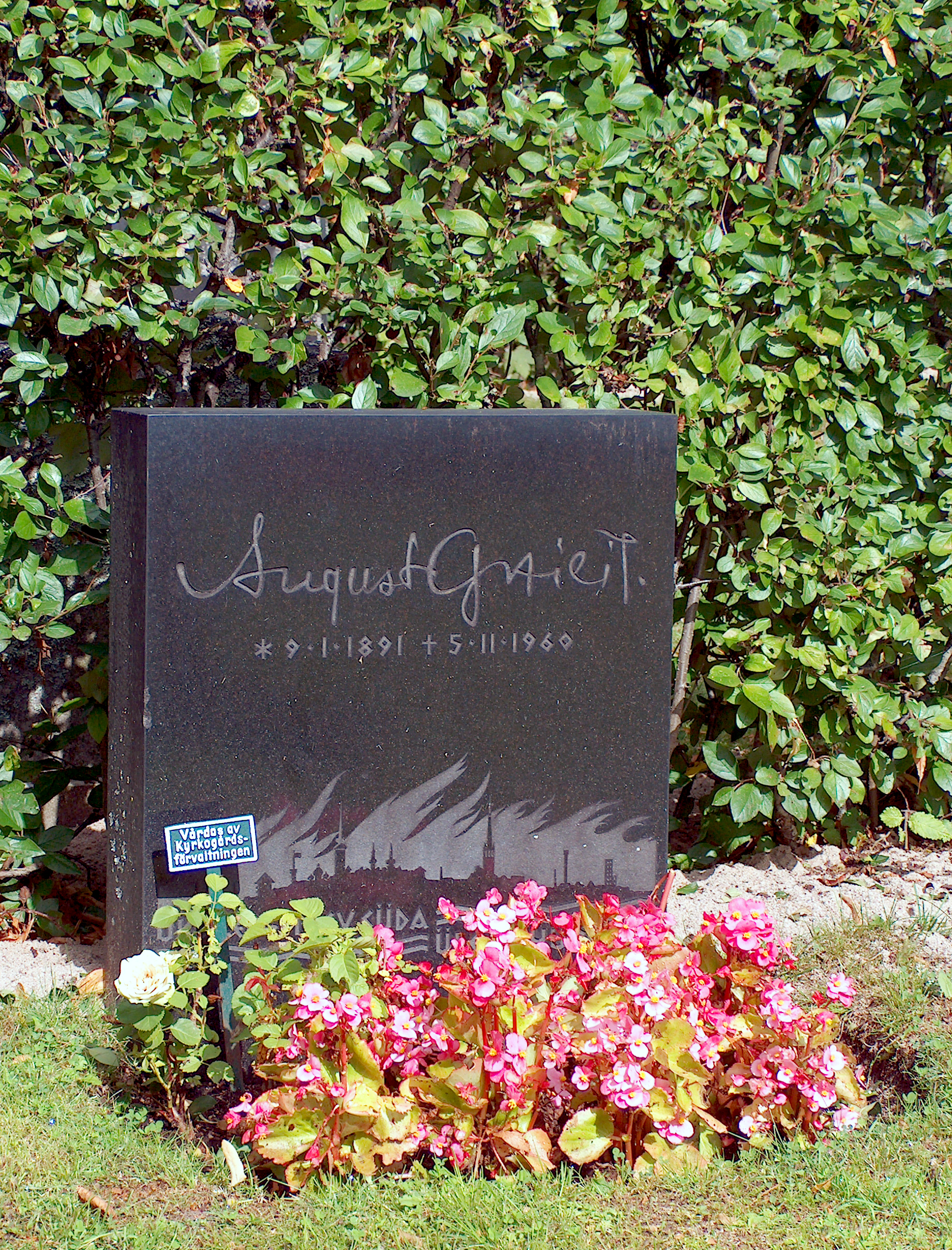
Mormântul lui Gailit din Örebro.

### Toomas Nipernaadi
Toomas Nipernaadi este un roman din 1928 al scriitorului August Gailit, care a fost puternic influențat de neoromantism. Povestea cărții a fost adaptată într-un film intitulat Nipernaadi în 1983, care a fost regizat de Kaljo Kiisk, cu Tõnu Kark, Viire Valdma și Paul Poom în rolurile principale.
Personajul este un călător arhetip; un vagabond. El este recunoscut pentru minciunile sale frecvente, pentru că mereu a promis câte ceva pentru toată lumea din jurul lui și pentru femeile frumoase în special - dar mereu pleacă înainte ca promisiunile sale să poată fi îndeplinite. Nipernaadi este un scriitor care își petrece vara incognito prin Estonia. În ciuda caracterului ciudat al comportamentului său, el aduce o oarecare speranță inspirând locuitorii satelor înghețate să-și transforme visele în realitate.
Romanul a dat limbii estone moderne cuvântul nipernaadi, un termen oarecum capricios pentru un călător aventuros care dorește să experimenteze ceva din afara potecii bătute de mulți sau dincolo de atracțiile turistice obișnuite. Pe postul public Radio Kuku, de exemplu, există o emisiune regulată de călătorii denumită Nipernaadid (Kuku Nipernaadide).